# Ose Jabini
Ose Jabini, voornaam ook geschreven als Osei (19 september 1979), is een Surinaams bestuurder en politicus. Hij was vanaf 2015 zorgdirecteur van eerst de Esther Stichting en vrij snel daarna Huize Ashiana. Sinds 2020 is hij districtscommissaris van Paramacca.

## Biografie
Ose Jabini leerde voor verpleegkundige aan het COVAB. Tijdens zijn loopbaan bleef hij studeren. In 2012 behaalde hij een bachelorgraad in verpleegkunde en in 2016 als Master of Business Administration (MBA) aan de International Business School Americas Europe (IBSAE) in Paramaribo. Daarnaast behaalde hij certificaten in andere studies, zoals arbeidsrecht en management.

### Zorg
Tijdens zijn studie aan het COVAB was hij verpleegkundige bij het Academisch Ziekenhuis Paramaribo. Vervolgens was hij twee jaar hoofd primaire gezondheidszorg voor de Medische Zending in Boven-Suriname en van 2006 tot 2015 manager van de Afdeling Opleidingen van het Psychiatrisch Centrum Suriname. Daarnaast was hij docent en voorzitter van de examencommissie van de verpleegkundigenopleiding. Van 2014 tot 2017 was hij daarnaast voorzitter van de Raad van Toezicht en Advies van instellingen voor mensen met een beperking in Suriname.
In oktober 2015 werd hij benoemd tot directeur van de Esther Stichting, die zich richt op de opvang van ex-leprapatiënten. Zo'n twee maanden later werd hij waarnemend directeur bij het verzorgings- en verpleegtehuis voor senioren, Ashiana. Na twee maanden deelde minister Joan Dogojo van SoZaVo tot zijn eigen verrassing mee dat hij definitief in deze functie was benoemd.
Terwijl er sinds eind januari 2019 al enkele dagen gestaakt werd, in een actie om loonsverhoging, maakte minister Cristien Polak het vertrek van Jabini bij Ashiana bekend. Volgens Polak zou Jabini hier in november al om gevraagd hebben, omdat hij zich meer met beleidszaken bezig wilde houden. Hij is sinds november 2018 directeur-eigenaar van het Quality College Suriname. Daarnaast voerde hij tijdelijk verschillende functies uit, zoals een jaar opleidingsmanager bij de IBSAE , enkele maanden onderdirecteur bij de Regionale Gezondheidsdienst en bestuurscommissaris bij Huize Albertine.

### Districtscommissaris
Op 27 augustus 2020 trad Jabini naar voren als districtscommissaris van Paramacca. Hij werd deze dag beëdigd in plaats van Melvin Clemens, die in die tijd te kampen had met onvrede binnen zijn politieke Nationale Ontwikkelings Partij.
In dit ambt bereidde Jabini in november 2020 de beëdiging voor van Jozef Forster als granman van de Paramaccaners en nam hij zich voor een oplossing te zoeken in het conflict tussen goudzoekers en Newmont. Verder stelde hij permanente stroomvoorziening als grote prioriteit.
In april 2021 kreeg Jabini in Paramacca te maken met zwaar wateroverlast. Met hulp van vicepresident Ronnie Brunswijk werden vijfhonderd bewoners in het overstromingsgebied twee maanden later geholpen met voedselpakketten.